# Zwischenfall an der Ecke
Zwischenfall an der Ecke (oder Zwischenfall an der Strasse) ist ein US-amerikanischer Fernsehfilm der Serie Startime aus dem Jahr 1960. Er wurde von Alfred Hitchcock gedreht.

## Handlung
James ist ein älterer Mann, der als Verkehrshelfer an einer Schule arbeitet. Bald trifft ein anonymer Brief ein, der Lehrer und Eltern warnt, ihre Kinder von ihm fernzuhalten. Der Film behandelt das Thema der Anschuldigung und wie schnell sich Gerüchte verbreiten können.

## Verschiedenes
Die weibliche Hauptrolle übernahm die damals 30-jährige Vera Miles, die für Hitchcock bereits in Der falsche Mann (1956) zu sehen war. Bekannter ist ihre Darstellung der Lila Crane in Psycho, der zwei Monate nach Zwischenfall an der Ecke erschien.